# Стадион Франсис филд
Стадион Франсис Филд (енгл. Stadium Francis Field) је стадион на универзитету Вашингтон у Сент Луису, који се користи за атлетику, фудбал и амерички фудбал. Налази се у Сент Луису, Мисури, на крајњем делу кампуса Данфорт. Изграђен је у време Светске изложбе 1904, а коришћен је и као главни стадион за Летње олимпијске игре 1904., које су се тада одржавале у Сједињеним Америчким Државама. На играма се углавном користио за атлетику. На свом врхунцу, стадион је имао капацитет за 19.000 особа, али је 1984. реновиран, те ке смањен капацитет на 4.000 особе. То је један од најстаријих спортских објеката западно од реке Мисисипи који је и даље у употреби.